# Obeidia longimacula
Obeidia longimacula är en fjärilsart som beskrevs av Eugen Wehrli 1939. Obeidia longimacula ingår i släktet Obeidia och familjen mätare. Inga underarter finns listade i Catalogue of Life.